# Eclipsiodes semigilva
Eclipsiodes semigilva là một loài bướm đêm trong họ Crambidae.